# Barranc de la Pedrinya
El Barranc de la Pedrinya és un jaciment arqueològic d'època epipaleolítica que es localitza al terme municipal del Vilosell, (les Garrigues), inclòs a l'Inventari  del Patrimoni Arqueològic i Paleontològic de Catalunya. Aquest jaciment està en una zona erma amb una vegetació arbòria consistent en pins i arbustos (matossar de secà). És de pendent marcada al marge dret del Barranc de la Pedrinya, subsidiari per la dreta del riu Set, al sud-oest de la població del Vilosell. S'ha interpretat com un lloc o centre de producció i explotació taller de sílex.
El jaciment del Barranc de la Pedrinya va ser localitzat i descobert per Salvador Vilaseca, l'any 1969. Hi va haver una primera fitxa arqueològica de l'any 1984, en què remetien uns certs materials arqueològics trobats. També una visita posterior l'any 2004, en la qual no es van trobar dits materials que permetés suposar l'existència d'un jaciment arqueològic. Segons l'autor de la fitxa de 1984, Salvador Vilaseca va trobar en la superfície dos nuclis de sílex. Un de forma piramidal i l'altre transformat en raspador múltiple que es podrien relacionar amb la indústria lítica de l'Epipaleolític.